# Chlorochaeta eurynomaria
Chlorochaeta eurynomaria är en fjärilsart som beskrevs av Charles Oberthür 1916. Chlorochaeta eurynomaria ingår i släktet Chlorochaeta och familjen mätare. Inga underarter finns listade i Catalogue of Life.